# Мирсад Фазлагич
Мирсад Фазлагич (сербохорв. Mirsad Fazlagić, нар. 4 квітня 1943, Чапліна) — югославський футболіст, що грав на позиції захисника. По завершенні ігрової кар'єри — тренер. Відомий за виступами за клуб «Сараєво», а також національну збірну Югославії.

## Клубна кар'єра
Мирсад Фазлагич народився в місті Чапліна. У дорослому футболі дебютував 1958 року виступами за команду «Борац» (Баня-Лука), в якій провів один сезон. Протягом 1959—1961 років захищав кольори клубу «Желєзнічар», в якому дебютував у найвищому дивізіоні Югославії. 1961 року перейшов до клубу «Сараєво», в якому швидко став гравцем основи. У сезоні 1966—1967 років Фазлагич став у складі сараєвської команди чемпіоном країни. Завершив професійну кар'єру футболіста виступами за команду «Сараєво» у 1972 році.

## Виступи за збірну
У 1963 року Мирсад Фазлагич дебютував у складі національної збірної Югославії. У складі збірної був учасником чемпіонату Європи 1968 року в Італії, де разом з командою здобув «срібло» та увійшов до символічної збірної турніру. У складі збірної грав до 1968 року, загалом протягом кар'єри в національній команді провів у її формі 19 матчів, в яких забитими м'ячами не відзначився.

## Кар'єра тренера
Розпочав тренерську кар'єру невдовзі по завершенні кар'єри гравця, 1974 року, очоливши тренерський штаб клубу «Сараєво». Протягом року Фазлагич був головним тренером команди, а до 1986 року працював із юнацькою командою Сараєва" та асистентом головного тренера. У 1986—1987 роках Мирсад Фазлагич працював асистентом головного тренера юнацької збірної Югославії віком до 20 років, яка у 1987 році стала переможцем молодіжного чемпіонату світу. У 1988 році Фазлагич тренував австралійську команду «Футскрей ЮСТ», складену з вихідців з Югославії. У 1989—1990 році він був головним тренером кіпрського клубу «Анортосіс». Пізніше Мирсад Фазлагич також працював головним тренером кувейтського клубу «Ат-Тадамун».

## Титули і досягнення
- Чемпіон Югославії: 1966—1967
- Срібний призер чемпіонату Європи: 1968